# Winter-X-Games 2009
Die Winter-X-Games XIII fanden vom 22. bis 25. Januar 2009 zum achten Mal in Folge in Aspen, Colorado, statt. Zum ersten Mal wurden ein Ski-Slopestyle-Wettbewerb für Frauen und ein Snowmobile-Best-Trick-Contest veranstaltet. Ein Höhepunkt der Spiele war die mit 6,7 Metern Höhe und über 200 Metern Länge bis dahin größte Superpipe bei X-Games. Im Next-Trick-Bewerb versuchte Levi LaValle den ersten Double-Backflip auf einem Schneemobil. Dem US-Amerikaner gelangen dabei zwar die zwei Drehungen, allerdings schleuderte ihn die Wucht der Landung aus dem Sattel und der Sprung galt damit als nicht gestanden.

## Sportarten
Bei den Winter-X-Games 2009 wurden insgesamt 19 Disziplinen in 3 Sportarten ausgetragen:
- Freestyle-Skiing, Resultate
- Schneemobil, Resultate
- Snowboard, Resultate